# Richard Hinkelmann
Richard Hinkelmann (* 3. November 1895 in Hötensleben; † 8. September 1943 in der Strafanstalt Plötzensee, Berlin) war ein deutscher Arbeiter und Widerstandskämpfer gegen den Nationalsozialismus. Er wurde 1943 als Opfer der NS-Kriegsjustiz hingerichtet.

## Leben
Richard Hinkelmann trat 1908 der Sozialistischen Arbeiterjugend bei. Er war gelernter Schlosser und arbeitete als Maschinist in einer Ziegelei. Während des Ersten Weltkrieges wurde Hinkelmann schwer verwundet und sein rechter Arm musste amputiert werden. Seit 1918 gehörte er der KPD an, aus der er Ende 1932 ausgetreten sein soll. Er hatte als Mitarbeiter des Zeitungsverlages Scheumann & Müller Zugang zu internen, nicht zur Veröffentlichung bestimmten Unterlagen des Reichspropagandaministeriums („Vertrauliche Informationen des Reichspropagandaamtes“, „Tagesparolen des Reichspressechefs“), die er an die Untergrund-KPD in Berlin weitergab, außerdem gewährte er 1942 zwei Kurieren der Exil-KPD aus der Sowjetunion, Erwin Panndorf und Willi Börner, Unterschlupf in seiner Wohnung. Im Juli 1942 wurde er deswegen festgenommen, am 17. August 1943 gemeinsam mit Rudolf Scheffel, Felix und Käthe Tucholla sowie Kurt Bietzke  vom 1. Senat des Volksgerichtshofs zum Tode verurteilt und in der Strafanstalt Berlin-Plötzensee während der sogenannten Plötzenseer Blutnächte am 8. September 1943 mit dem Fallbeil hingerichtet.